# Taśma filmowa 16 mm
Taśma filmowa 16 mm – rodzaj nośnika zdjęć o szerokości 16 mm. 

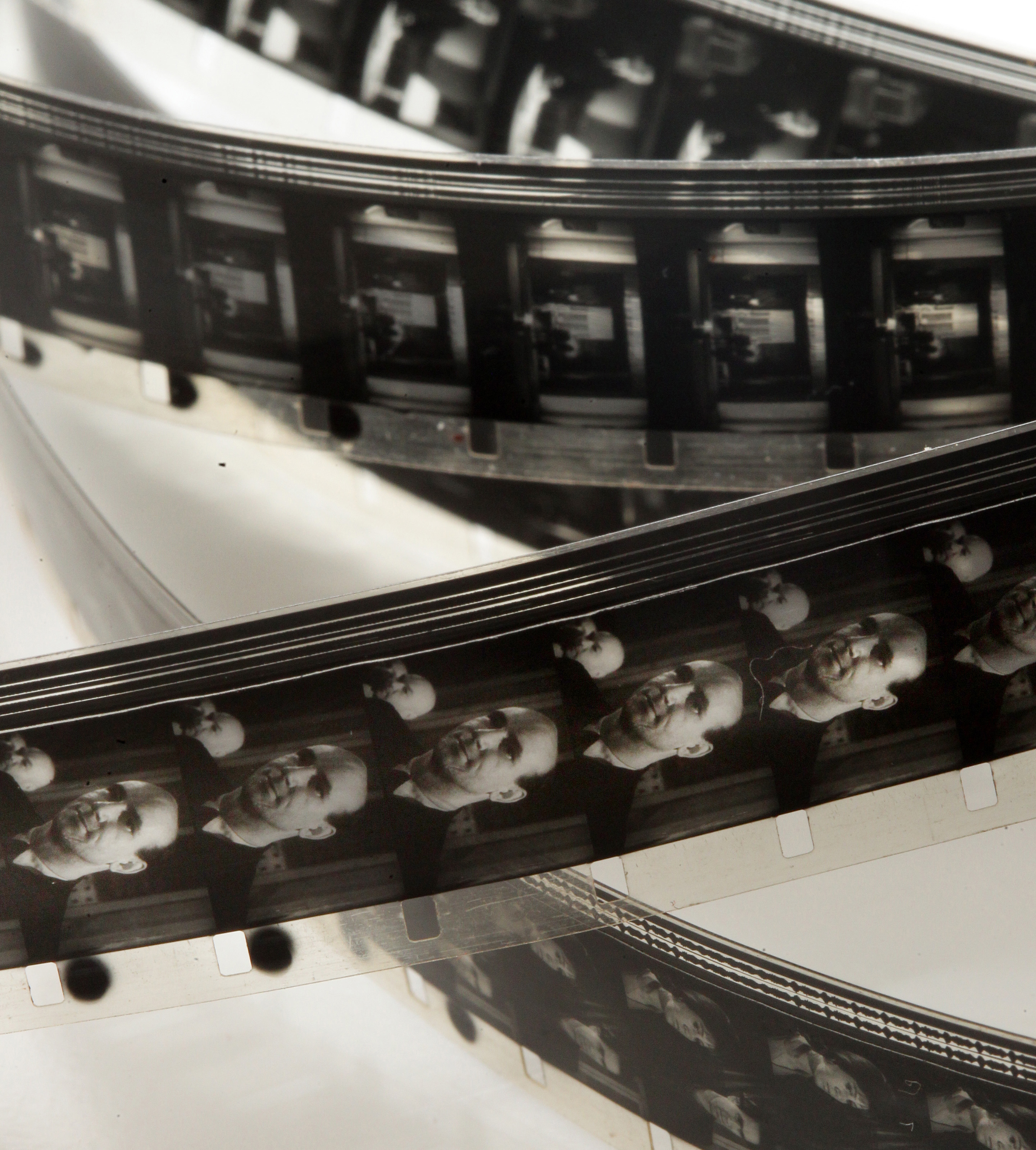
16 mm

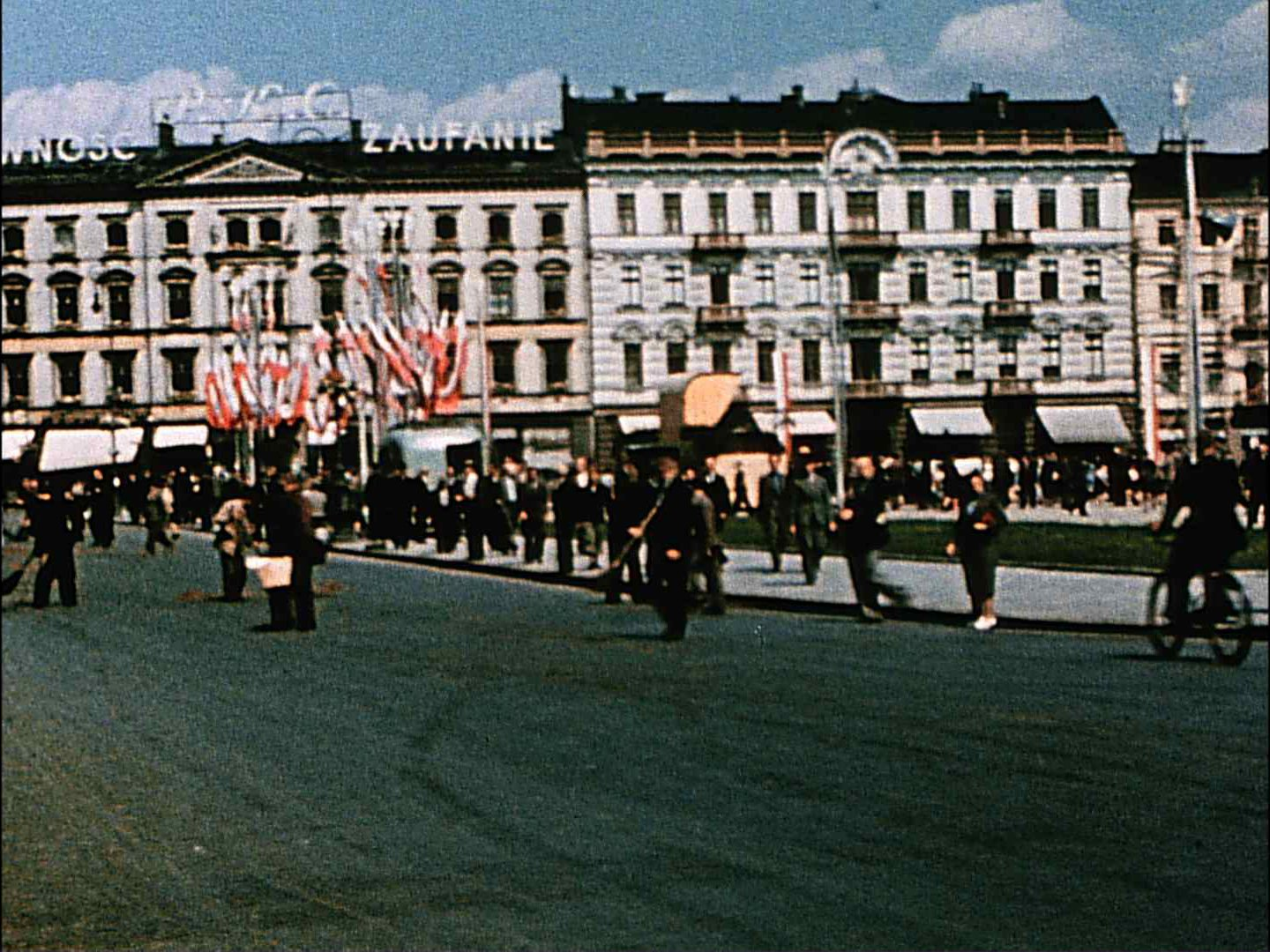
Klatka filmowa, kolorowa Kodak Kodachrome 16 mm przedstawiająca plac Piłsudskiego w Warszawie w sierpniu 1939

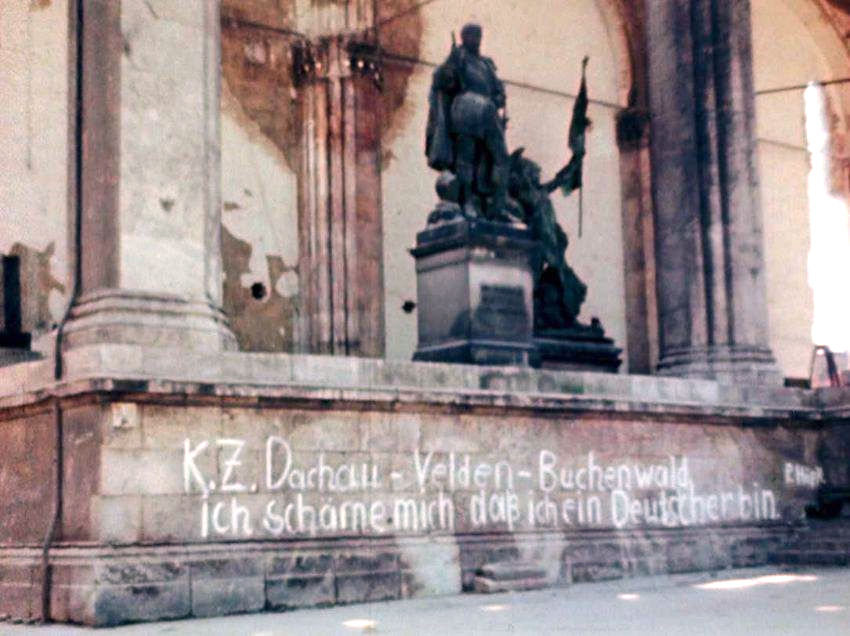
Klatka filmowa, kolorowa Kodak Kodachrome 16 mm przedstawiająca pomnik Feldherrnhalle w Monachium po zdobyciu miasta przez Amerykanów w 1945

Taśma pierwotnie perforowana dwustronnie (niema), o odstępach pomiędzy kolejnymi otworami około 1 cm, później z perforacją jednostronną (Super 16 mm). Ramka kolejnego kadru umieszczona jest dokładnie w połowie każdego wyciętego otworu perforacyjnego. Po drugiej stronie zaś umieszczona jest ścieżka dźwiękowa (zapis optyczny dźwięku jak w taśmie 35 mm).
Taśma mogła być też obustronnie perforowana. Była stosowana przez profesjonalistów do kręcenia kolorowych filmów dokumentalnych już od 1935. Była używana m.in. w dokumencie z podróży Elli Maillart po Iraku i Afganistanie w latach 1939–1940, oraz podczas zbrojnego wyzwolenia Europy przez Amerykanów z okupacji niemieckiej podczas II wojny światowej (reżyser George Stevens). Później używana przez stacje telewizyjne do celów reporterskich, do końca lat 70. XX wieku (do przejścia studiów TV na system U-Matic). Taśma taka zbudowana jest na podłożu palnym (nitro) bądź niepalnym (aceto). Zmiana rodzaju podłoża została wymuszona z przyczyn technicznych – częste pożary projektorów, zwłaszcza w kinach wiejskich w okresie 1945–1960.
Taśma była dzielona na akty o długości 60 mb – mała rolka i 100 mb – rolka jednoaktowa.